# Museu de Belles Arts de Dijon
El Museu de Belles Arts de Dijon (Musée des beaux-arts de Dijon) es troba instal·lat a l'antic Palau dels ducs de Borgonya i en la part oriental del palau dels estats. Aquest conjunt arquitectònic, testimoni essencial de l'art i la història de Borgonya, va ser en principi, des de 1364, la casa dels ducs de Borgonya, des de Felip II de Borgonya a Carles I de Borgonya. Va ser Felip el Bo qui va fer construir el cos de la casa principal, dominat per l'alta torre que porta el seu nom, i les cuines ducals, obra mestra de l'arquitectura civil gòtica, situades a la cort de Bar. El 1477, quan Lluís XI de França uneix Borgonya al regne de França, la casa ducal esdevé casa del rei. El palau dels estats de Borgonya va ser construït a final del segle xvii a partir d'un projecte de Jules Hardouin-Mansart, amb afegits i modificacions el segle següent.

## Origen del museu
Fundat el 1787, al Segle de les Llums, per facilitar l'ensenyament dels alumnes de l'escola de dibuix creada el 1766 per François Devosge, el museu de Dijon va obrir les portes al públic el 1799.
Compost per dues sales, la sala de les Estàtues, destinada a les escultures, i el saló Condé, corresponent a les pintures, i que és cèlebre per la decoració en honor dels Condé, governadors de Borgonya, presenta col·leccions constituïdes per les obres dels llorejats dels prix de Rome i pels embargaments revolucionaris.
Enriquit per trameses imperials, dels dipòsits de l'Estat, de donacions i llegats de col·leccionistes (Trimolet, Joliet, i més recentment les donacions Granville), i per adquisicions, el museu es va estendre a poc a poc al recinte del Palau.

## Les col·leccions

### La sala del capítol

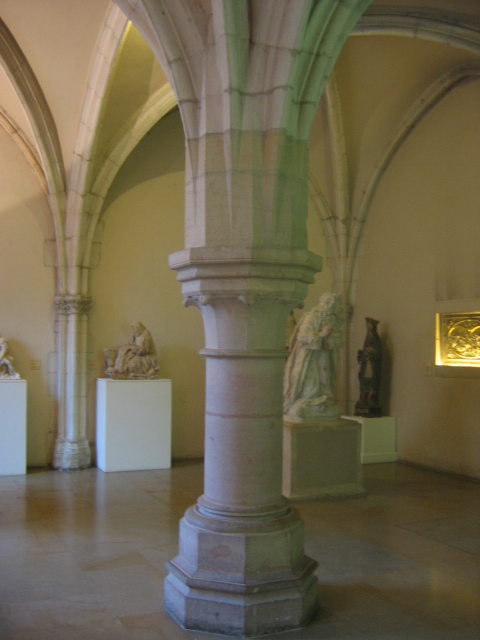
Musée des beaux-arts
La sala capitulaire

La sala del Capítol allotja els records de la Sainte-Chapelle  i de l'Orde del Toisó d'Or, orde de cavalleria creada per Felip III de Borgonya el 1430. Finalment, el museu posseeix una important col·lecció d'obres de primitius flamencs - La Nativitat de Robert Campin -, suïssos i alemanys - L'Emperador August i la Sibil·la de Tívoli de Konrad Witz -, i italià - el Tríptic de Lorenzetti.
Les col·leccions del museu il·lustren la importància de la producció artística i dels artistes d'origen local: l'arquitecte ebenista Hugues Sambin del renaixement, els pintors Jean Tassel i Philippe Quantin i l'escultor barroc Jean Dubois del segle xvii, els membres de l'Escola de Dibuix de Dijon - Naigeon, Gagneraux, Pierre-Paul Prud'hon - al tombant del segle xviii - XIX, els escultors Emmanuel Frémiet i Aspre i el cèlebre escultor animalista François Pompon al segle xix i començament del xx.

### La pintura del Renaixement fins alseglexviii
Nombrosos corrents artístics europeus troben el seu lloc a les col·leccions del museu. Lorenzo Lotto, Ticià i Paolo Veronese evoquen la Itàlia del Renaixement, La dama al seu bany el refinament de l'Escola de Fontainebleau. Les escoles estrangeres del segle xvii amb sobretot Jan Brueghel el Vell, Rubens, Guido Reni voregen la producció parisenca i reial de Philippe de Champaigne o Charles Le Brun, mentre que El bufador a la làmpada de Georges de La Tour testimonia la influència de Caravaggio a l'est de França. Presentades en part en una decoració d'època, de les quals els enfustats del saló Gaulin, les teles del segle xviii il·lustren la varietat dels gèneres pictòrics: pintura d'història (amb els Van Loo), retrat (Jean-Marc Nattier, Jean-Baptiste Oudry), pintura de gènere (Colson), paisatge (Hubert Robert, Georges Lallemant) i naturalesa morta (Jean-Baptiste Oudry).

### Pintures i escultures delseglexixi del XX
El segle xix és representat amb un important fons d'escultures, i de pintura dels romàntics (Géricault, Prud'hon, Richard Parkes Bonington, Eugène Delacroix), Honoré Daumier, els realistes (Gustave Courbet)puis els artistes oficials (Bouguereau, Tissot) i els independents (Monet, Manet, Sisley, Cros) així com el simbolista (Odilon Redon. La secció d'art modern, constituïda essencialment per la donació Granville, reuneix entre altres teles cubistes (Braque, Gris), expressionistes (Rouault), i de les obres de l'Escola de París dels anys 1950 a 1970 (Charles Lapicque, Vieira da Silva, Nicolas de Staël, Messagier, Hajdu, Véra Pagava). Alfred Manessier és particularment ben representat.

### La col·lecció egípcia
Des de 1998, després de l'exposició "Ofrenes a Osiris", que va ser un gran èxit, una sala acull igualment una part de les col·leccions egípcies del museu, unes 340 obres del miler que posseeix. Totes aquestes peces estan relacionades amb l'art funerari egipci. Haurien de provenir, en teoria, de llegats al museu de l'arqueòleg dijonès Albert Gayet, que va explorar sobretot l'indret d'Antinoë. Ara bé, el llegat Albert Gayet ha estat dipositat al Louvre durant molts anys i, quan el museu de Belles Arts l'ha reclamat, el Louvre ha estat incapaç de restituir-lo: moltes peces havien estat dispersades, sense que fos possible descriure el seu recorregut. El Louvre ha dipositat per tant al museu Belles Arts les peces "equivalents", per compensar. El punt fort de la col·lecció està format per les màscares funeràries d'època grecoromana així com per una destacable sèrie d'onze retrats pintats sobre taula anomenats retrats del Faium.

### La col·lecció de dibuixos i gravats
El museu posseeix un important gabinet d'arts gràfics compost de més de 10.500 dibuixos i 60.000 gravats, el que en fa un dels més rics museus francesos en la materia. S'hi troben obres de Nicolas Poussin, Antoine Watteau, Jean-Baptiste Greuze, Annibale Carracci, le Guerchin, Rosalba Carriera, Amedeo Modigliani…